# شهرداری رویینا
شهرداری رویینا (به لاتین: Rūjiena Municipality) یک شهرداری در لتونی است. شهرداری رویینا ۶٬۲۵۲ نفر جمعیت دارد.